# Jozjasz
Jozjasz (hebr. ‏יֹאשִׁיָּהוּ‎ − Joszijahu, [oby] Jahwe uzdrowił; ur. 648 p.n.e. zm. 609 p.n.e.) − król Judy, inicjator reform religijnych.

## Życiorys i reformy

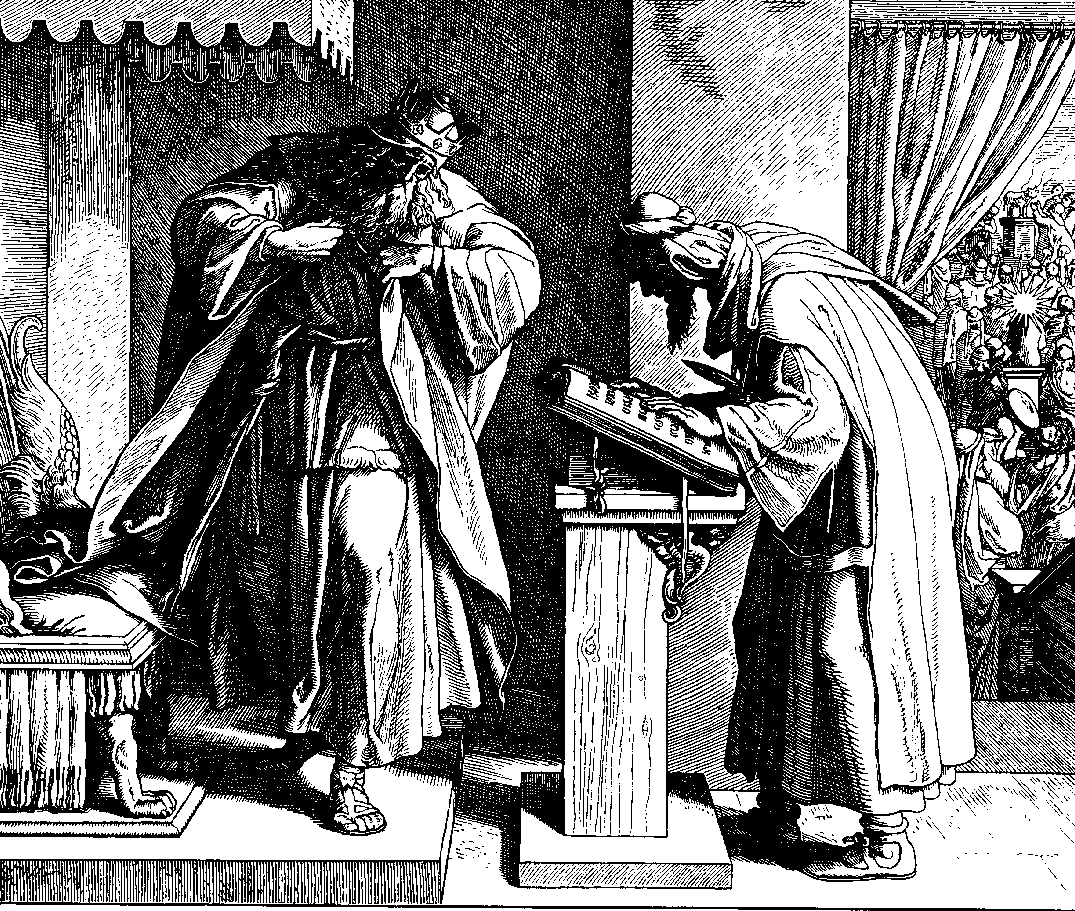
Jozjasz po wysłuchaniu Księgi Prawa.

Jozjasz był synem króla Judy Amona i Jedidy. Po zamordowaniu jego ojca, gdy Jozjasz miał osiem lat, lud obwołał go królem Judy. Panowanie Jozjasza (640–609 p.n.e.) było czasem religijnego odrodzenia Judy po okresie hegemonii Asyrii i usuwania wpływów religii innych niż monoteizm (synkretyzm religijny).
Jozjasz stopniowo, lecz skutecznie, przeprowadzał gruntowne reformy religijne, które stanowiły kontynuację reform podjętych wcześniej przez Ezechiasza. W 626 p.n.e. zakazał kultów pogańskich na terenach Judy i Jerozolimy oraz nakazał zburzyć wszystkie lokalne sanktuaria bogów innych niż Jahwe. Cztery lata później przy odnawianiu, na rozkaz Jozajasza, Świątyni Jerozolimskiej odnaleziono zwój Księgi Prawa, prawdopodobnie zbiór deuteronomisty, którego powstanie określa się na połowę VII wieku p.n.e.
Do 622 p.n.e. religia izraelska istniała przede wszystkim w zbiorowej i indywidualnej pamięci (tradycja ustna). Reforma Jozjasza wysunęła na pierwszy plan Torę, eksponując różnice pomiędzy Pięcioksięgiem a innymi przekazami o historii objawienia się Boga patriarchom i narodowi izraelskiemu. Reforma przyczyniła się do umocnienia roli Dekalogu jako obowiązującego kodeksu moralnego.
Jozjasz jest dla autorów deuteronomistycznych przykładem króla wiernego i miłego Jahwe i stawiają go za wzór postępowania.
Podczas panowania Jozjasza doszło do upadku Asyrii. Król skorzystał z nadarzającej się okazji, rozszerzając państwo o terytorium Samarii (najprawdopodobniej w sposób pokojowy), burząc przy tym świątynię w Betel. Jozjasz podjął próbę powstrzymania Egiptu przed uratowaniem resztek państwa asyryjskiego pod przywództwem Aszuruballita II i zastąpił drogę wojskom faraona Necho II pod Megiddo. Bitwa pod Megiddo (609 p.n.e.) zakończyła się klęską, a sam król zmarł od odniesionej rany.